# Lingua chorote iyo'wujwa
Il chorote iyo'wujwa è una lingua appartenente alla famiglia linguistica mataco-guaicurú. I nomi alternativi sono: choroti, manjuy e manjui. In Paraguay, i parlanti si riferiscono a se stessi come manjui o inkijwa mentre chiamano quelli che risiedono in Argentina iyo'wujwa.
La parlano approssimativamente 2200 persone; di essi, 1500 si trovano in Argentina. Il 50% dei parlanti argentini la parla come unica lingua.
Si contano invece 8 locutori in Bolivia e circa 650 in Paraguay, di questi 480 come lingua unica.
La maggioranza dei manjui con meno di 40 anni sa leggere e scrivere nel proprio idioma e lo ha studiato nelle scuole. La principale ubicazione di questo gruppo è una località chiamata Santa Rosa, nel dipartimento di Boquerón. Altre località sono Mariscal Estigarribia, Pedro P. Peña e Yakaquash.

## Fonologia

### Vocali
Il chorote presenta 6 vocali.
|        | Anteriore | Posteriore |
| ------ | --------- | ---------- |
| Chiusa | i         | o          |
| Medie  | e         | o          |
| Aperta | a         | ɑ          |

### Consonanti
Il chorote presenta 19 consonanti.
|              |            | Bilabiale | Bilabiale | Alveolare | Alveolare | Postalveolare | Postalveolare | Palatale | Velare | Velare       | Glottidale | Glottidale |
| piana        | eiettiva   | piana     | eiettiva  | piana     | eiettiva  | piana         | eiettiva      | Palatale | piana  | labializzata |            |            |
| ------------ | ---------- | --------- | --------- | --------- | --------- | ------------- | ------------- | -------- | ------ | ------------ | ---------- | ---------- |
| Occlusiva    | Occlusiva  | p         | pʼ        | t         | tʼ        |               |               |          | k      | kʼ           | ʔ          |            |
| Fricativa    | Fricativa  |           |           | s         |           |               |               |          |        |              | h          | hʷ         |
| Affricata    | Affricata  |           |           |           | t͡sʼ       | t͡ʃ            | t͡ʃʼ           |          |        |              |            |            |
| Nasale       | Nasale     | m         |           | n         |           |               |               |          |        |              |            |            |
| Aprossimante | senza voce |           |           | ɫ̥         |           |               |               |          |        |              |            |            |
| Aprossimante | con voce   |           |           | l         |           |               |               | j        | w      |              |            |            |